# CEPE-Caxias

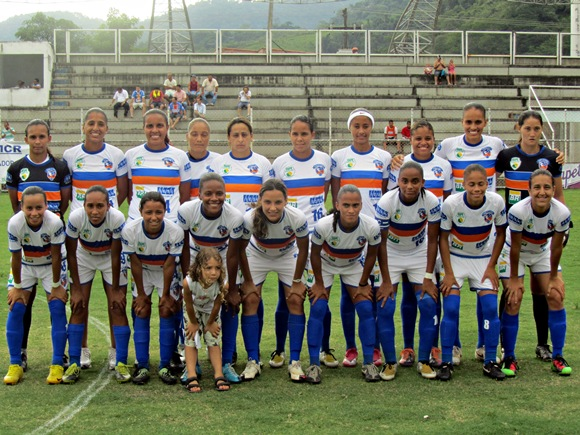
Foto da equipe da temporada de 2010

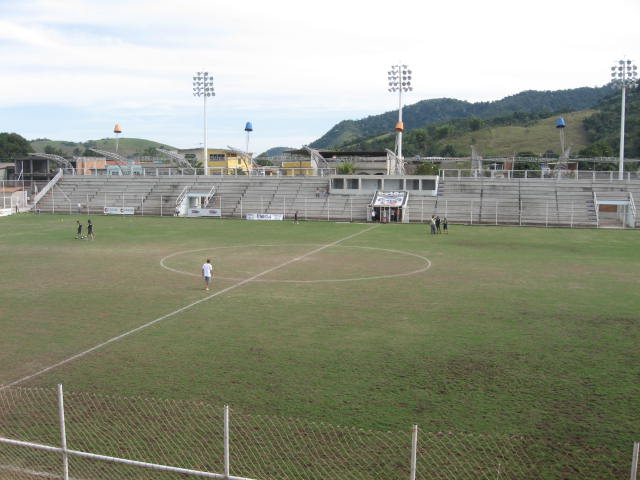
Estádio Romário de Souza Faria

Clube dos Empregados da Petrobrás - Duque de Caxias, geralmente conhecido como CEPE-Caxias, é uma equipe de futebol feminino brasileira, da cidade de Duque de Caxias, estado do Rio de Janeiro.

## História
O CEPE-Caxias foi fundado em 29 de março de 1999.
Em 2006, e em 2007, o clube conquistou o Campeonato Carioca de Futebol Feminino.
Em 2006, o CEPE-Caxias também foi vice-campeão da Taça Brasil 2006, após ser derrotado na final pelo Botucatu.
O clube, em parceria com o Duque de Caxias, conquistou a Copa do Brasil de Futebol Feminino em 2010. O título os qualificou para a Copa Libertadores da América de Futebol Feminino de 2011, onde terminaram a fase de grupos em terceiro lugar de quatro.
Eles conquistaram o Campeonato Carioca de Futebol Feminino novamente em 2011, ao derrotar o Vasco na final.

## Conquistas
- Copa do Brasil de Futebol Feminino:
  - Campeões (1): 2010
- Campeonato Carioca de Futebol Feminino:
  - Campeões (3): 2006, 2007, 2011
- Campeonato Brasileiro de Futebol Feminino:
  - Vice-campeões (1): 2006

## Estádio
O São José joga suas partidas em casa no Estádio Romário de Souza Faria, apelidado de Marrentão. O estádio tem capacidade máxima para 10.000 pessoas.

## Jogadoras notáveis
- Ester